# Johann Kinkel
Johann Kinkel (* in Bremen; † 29. Juli 1503 in Lübeck) war Ratsherr der Hansestadt Lübeck.
Der Kaufmann Johann Kinkel war Mitglied der Lübecker Bergenfahrer. Er wurde 1501 kurz vor seinem Tod zum Ratsherrn erwählt.
Johann von Kinkel war verheiratet mit Anna Basedow, einer Tochter des 1501 verstorbenen Lübecker Bürgermeisters Dietrich Basedow aus dessen erster Ehe. Er bewohnte das Haus Mengstraße 30 in der Lübecker Altstadt.
Kinkel wurde in der Lübecker Marienkirche gemeinsam mit seiner nachverstorbenen Ehefrau unter einer gemeinsamen Wappengrabplatte mit Allianzwappen bestattet, die in der Literatur beschrieben, aber derzeit nicht nachweisbar ist.